# Remnant: From the Ashes
Remnant: From the Ashes è un videogioco di ruolo d'azione sviluppato da Gunfire Games e pubblicato da Perfect World Entertainment. Il gioco è stato pubblicato per PlayStation 4, Windows e Xbox One nell'agosto 2019, seguito da un port per Nintendo Switch distribuito nel marzo 2023. Ha ricevuto recensioni generalmente positive dalla critica e ha venduto oltre 3 milioni di unità entro dicembre 2021. Un sequel, Remnant 2, è stato pubblicato nel luglio 2023.

## Trama
Remnant: From the Ashes è ambientato in una Terra post-apocalittica che è stata devastata e invasa da un male interdimensionale chiamato Root. Il giocatore è un sopravvissuto errante all'apocalisse spinto a porre fine alla Radice viaggiando verso una torre su un'isola che sembra essere l'epicentro dell'invasione. All'inizio del loro viaggio vengono portati al Reparto 13, un bunker sotterraneo dove vivono gli umani sopravvissuti. Il giocatore ha il compito di trovare il fondatore di Ward 13, Ford, ed esplorare la città terrestre devastata prima di trovare un portale per una spaccatura interdimensionale nota come Labirinto, che consente loro di viaggiare tra i mondi alla ricerca di Ford.
Il giocatore si reca prima a Rhom, i resti abbandonati di una civiltà un tempo grande che ha distrutto il suo mondo per salvarsi dalla Radice. Sbloccano una torre monolitica in cui l'ex sovrano di Rhom, il Re Immortale, incarica il giocatore di viaggiare verso il pianeta paludoso di Corsus per uccidere il suo Guardiano - un essere che protegge il pianeta da forze invasive come la Radice - e portargli il suo cuore in modo che possa far nascere un nuovo Guardiano per Rhom, in cambio di indirizzare il giocatore nella direzione di Ford. Su Corsus, il giocatore uccide il Guardiano e gli viene data la possibilità di consegnare il cuore al Re o di darlo alla Regina Hiskal, la sovrana di una mente alveare insettoide parassita che ha preso il controllo degli ex abitanti del pianeta. Se il giocatore sceglie quest'ultimo, è costretto a uccidere il Re prima di procedere.
Il giocatore si reca quindi nel mondo forestale di Yaesha, dove incontra una guerra civile tra i suoi abitanti simili a Satiri e fa amicizia con un gruppo di ribelli. Dopo alcune esplorazioni, trovano Ford imprigionato e lo liberano. In cambio, Ford dà al giocatore una chiave per attivare un portale nelle profondità del Ward 13 che gli permette di viaggiare verso la torre, che in precedenza era il Ward 17 degli umani.
In Ward 13, il giocatore può trovare informazioni che rivelano che i Root sono stati portati sulla Terra a causa di una serie fallita di esperimenti che utilizzano il subconscio umano come gateway per altri mondi; la Radice stessa è legata ad uno dei loro sudditi, noto come Sognatori. Il giocatore si reca nella Circoscrizione 17 attraverso il portale e incontra il Sognatore, che combatte e sconfigge all'interno del suo subconscio. Il Sognatore si trasforma in un'enorme creatura Radice, che il giocatore infine uccide, liberandolo dal subconscio del Sognatore e uccidendo la Radice alla fonte una volta per tutte.

## Modalita di gioco
Remnant: From the Ashes prende in prestito le sue meccaniche da franchise come la serie di Dark Souls, ma piuttosto che essere semplicemente un combattimento corpo a corpo, incorpora un elemento sparatutto in terza persona in cui il giocatore può brandire fino a due armi da fuoco, un'arma principale e un'arma laterale, oltre alla propria arma da mischia. Queste armi possono variare tra mitragliatrici, fucili a pompa, fucili da caccia, fucili da cecchino e simili, e possono anche allegare mod che danno ai giocatori abilità extra, come il teletrasporto. I giocatori possono creare il proprio personaggio personalizzato e possono sconfiggere nemici e boss impegnativi trovandosi in un mondo generato casualmente, anche se il giocatore segue ancora una storia prestabilita. I giocatori sono in grado di potenziare le loro armi e le loro armature usando materiali che trovano sparsi nei vari mondi. Possono anche sbloccare punti tratto, che possono essere utilizzati per aumentare le statistiche del loro personaggio giocabile.
Remnant: From the Ashes consente di fare squadra con altri due giocatori e progredire nella storia, in cui il gioco scala la difficoltà in base al numero di giocatori presenti nel gioco. Il modo in cui funziona è che se un giocatore si unisce alla partita di un altro giocatore, mentre il giocatore che si unisce guadagnerà lo stesso bottino del giocatore originale, una volta che il giocatore che si unisce torna nel suo mondo, è tenuto a progredire di nuovo nella storia. Questo perché elementi diversi che si trovano nel mondo di un giocatore potrebbero non essere gli stessi in quello di un altro giocatore; Questo può variare a seconda dei nemici e dei boss che un giocatore incontra. A differenza di altri titoli simili, i giocatori non perdono alcun oggetto o punto abilità alla morte, ma vengono riportati al checkpoint, dove ogni volta i nemici possono differire per numero o tipo, mantenendo così una varietà nel gameplay.

## Sviluppo
Remnant: From the Ashes è stato annunciato il 28 luglio 2018.

### Contenuto scaricabile

#### Paludi di Corsus
Il primo DLC per Remnant, Swamps of Corsus, è stato pubblicato il 28 aprile 2020. Oltre a una modalità Sopravvivenza in stile roguelike, in cui il giocatore inizia con nient'altro che una pistola e un rottame deve aggiornarsi e sopravvivere il più a lungo possibile, l'espansione presenta nuovi boss, nemici, armi, mod ed eventi aggiunti all'area Corsus della campagna. I giocatori possono anche acquistare skin per le loro armature con una risorsa acquisita in modalità Sopravvivenza o Difficile e Incubo.

#### Soggetto 2923
Il secondo DLC è stato pubblicato il 20 agosto 2020. Con un focus sulle origini di "The Dreamers", questo aggiunge nuove aree e boss.

## Accoglienza

### Critica
| Testata                          | Versione | Giudizio |
| -------------------------------- | -------- | -------- |
| Metacritic (media al 19-06-2024) | PC       | 78/100   |
| Metacritic (media al 19-06-2024) | PS4      | 77/100   |
| Metacritic (media al 19-06-2024) | XONE     | 81/100   |
| Metacritic (media al 19-06-2024) | NS       | 70/100   |
| Destructoid                      | PC       | 7/10     |
| Game Informer                    | PC       | 8.5/10   |
| GameSpot                         | PC       | 7/10     |
| IGN                              | -        | 8/10     |
| PC Gamer (USA)                   | PC       | 77/100   |

Remnant: From the Ashes ha ricevuto recensioni "generalmente favorevoli" dalla critica, mentre la versione per Nintendo Switch ha ricevuto recensioni "miste o medie", secondo il sito web aggregatore di recensioni Metacritic.
IGN ha assegnato al gioco un punteggio di 8/10, affermando: "Remnant: From the Ashes offre una visione meravigliosamente squilibrata dell'apocalisse che trabocca di creature contorte determinate a farti soffrire. Il brivido di battere finalmente un boss che ha avuto il tuo numero per ore è proprio lì con i giochi di Dark Souls che lo hanno chiaramente ispirato, anche se il deludente sistema di equipaggiamento a volte abbassa l'altezza del superamento dei frequenti picchi di difficoltà. Nel complesso, è un gioco solido che offre una delle migliori e più gratificanti esperienze cooperative da un po' di tempo a questa parte, a patto che tu abbia un pizzico di voglia di sfidare e punirti più e più volte". Mentre GameSpot ha assegnato al gioco un punteggio di 7/10, affermando: "La confusione descrive accuratamente Remnant: From the Ashes per la maggior parte del tempo, specialmente quando la sua combinazione di idee consolidate non si incaspera. Ma per la maggior parte, l'esperimento è un successo, che si traduce in combattimenti profondamente soddisfacenti contro nemici creativi e impegnativi. Remnant fatica a trasferire efficacemente quel successo in un sistema di bottino coinvolgente e in una storia interessante per concludere il tutto, ma quando fai esplodere i nemici con armi create con i resti della tua ultima uccisione di boss, è difficile non farlo con un ampio sorriso sul volto.

### Vendite
A ottobre 2019, Remnant: From the Ashes aveva venduto oltre 1 milione di unità. A luglio 2020, il gioco aveva venduto 1,6 milioni di unità, superando le aspettative interne di Gunfire Games. A dicembre 2021, aveva venduto oltre 3 milioni di unità.
Nel febbraio 2020, THQ Nordic ha annunciato che un'edizione fisica sarebbe stata resa disponibile il 17 marzo 2020. In Giappone, il lancio della versione fisica per PlayStation 4 l'ha collocata al quinto posto delle classifiche di vendita dei singoli formati, con 19.244 unità vendute.

## Sequel
Un sequel, Remnant 2, è stato annunciato ai The Game Awards 2022. Il gioco è stato sviluppato da Gunfire Games e pubblicato da Gearbox Publishing. È stato pubblicato il 25 luglio 2023 Windows, PlayStation 5 e Xbox Series X/S.